# Silvio Martínez
Silvio Ramón Martínez Cabrera (nacido el 19 de agosto de 1955 en Santiago) es un ex lanzador dominicano que jugó en las Grandes Ligas de Béisbol. Firmado como amateur por los Piratas de Pittsburgh en 1974, Martínez lanzó la totalidad o parte de cinco temporadas en las Grandes Ligas, desde 1977 hasta 1981 para los Medias Blancas de Chicago y Cardenales de San Luis.
Martínez con 5 pies,10 pulgadas y 170 libras, era considerado como un lanzador de poder y se caracterizaba por su bola rápida. Dio muestra de talento por primera vez cuando formó parte de la selección dominicana en los XII Juegos Centroamericanos y del Caribe en 1974 antes de ser firmado por los Piratas.
En la Liga Dominicana, Martínez debutó con las Águilas Cibaeñas (1975-1977), luego pasó a los Leones del Escogido (1977-1979) donde tuvo su mejor temporada (1978-79).